# Ella Balinska
Ella Pascale Balinska (Londres, 4 de outubro de 1996) é uma atriz britânica. Ela é mais conhecida por interpretar Jane Kano em As Panteras.

## Biografia e carreira
Balinska nasceu em Londres, é a única filha da chefe britânica Lorraine Pascale com o empresário polonês Kazimierz Balinski-Jundzill, seus pais se separaram no inicio dos anos 2000, desde de sempre mostrou talento na arte e já competiu em pista e campo a nível nacional. Em 2017, Balinska conseguiu o papel principal em The Athena como Nyela Malik. Em julho de 2018, a Sony Pictures Entertainment anunciou Balinska como uma das protagonistas, juntamente com Kristen Stewart e Naomi Scott, no filme de 2019 Charlie's Angels, uma continuação da série de televisão de 1976 com o mesmo nome e dois filmes teatrais. O filme foi lançado em 15 de novembro de 2019.

## Filmografia

### Filme
| Ano  | Titulo               | Papel           | Notas |
| ---- | -------------------- | --------------- | ----- |
| 2015 | Junction 9           | Tanya Mason     |       |
| 2015 | Thanatos             | Clarice Spinoza |       |
| 2016 | Hunted               | Agent A. Fox    |       |
| 2017 | Tiers of the Tropics | Orla            |       |
| 2017 | Clover               | Maya            |       |
| 2017 | Room                 | Meghan          |       |
| 2017 | 10 Men & Gwen        | Cristina        |       |
| 2017 | A Modern Tale        | Esme            |       |
| 2019 | Charlie's Angels     | Jane Kano       |       |
| 2020 | Run Sweetheart Run   | Cherie          |       |

### Televisão
| Ano  | Titulo           | Papel         | Notas                             |
| ---- | ---------------- | ------------- | --------------------------------- |
| 2018 | Casualty         | Susie Barbour |                                   |
| 2018 | Midsomer Murders | Grace Briggs  | Episódio: "Till Death Do Us Part" |
| 2019 | The Athena       | Nyela Malik   |                                   |

## Referencias
1. ↑  «Ella Balinska IMDb». IMDb. Consultado em 12 de outubro de 2017
2. ↑  «Model Lorraine Pascale»
3. ↑  «Athlete Profile». Power of 10. Consultado em 7 de outubro de 2017
4. ↑  
  - Pledbrook, Pledbrook. «Nyela's Dream». Bryncoed Productions. Consultado em 6 de junho de 2017